# Musée d'art Arkhip Kouïndji
Le musée d'art Arkhip Kouïndji (en ukrainien : Художній музей імені Куїнджі) se situe au 58 de la rue Georgievskaya de Marioupol.
Le 21 mars 2022, le musée est détruit par une frappe aérienne de l'armée russe, alors que se déroule le siège de Marioupol. Trois œuvres originales de Arkhip Kouïndji n’étaient pas dans le musée à ce moment, mais des œuvres d’autres artistes l’étaient.

## Objectifs
Présenter l'œuvre de Arkhip Kouïndji, en gestation depuis 1914, il ne fut inauguré que le 30 octobre 2010. Le musée comporte (ou comportait avant l'agression russe de 2022) des œuvres de Kouïndji, Tatiana Iablonskaïa (1917-2005), Mykola Hlouchtchenko (1901-1977), Ivan Marchuk (né en 1936), Fiodor Zakharov, les fonts baptismaux de l'église de la Nativité de la Vierge et bien d'autres.